# Bohemia Interactive
Bohemia Interactive a.s. és un desenvolupador i distribuïdor de videojocs amb base a Praga. La companyia se centra en la creació de videojocs de simulació militars com per exemple Operation Flashpoint: Cold War Crisis i la sèrie ARMA. També és conegut per haver treballat en una conversió a videojoc del mod DayZ creat per a ARMA 2.
Fundada per Marek Španěl el maig de 1999, l'estudi va llançar el seu primer joc el 2001; un shooter militar dit Operation Flashpoint: Cold War Crisis que va rebre crítiques molt positives. Després d'Operation Flashpoint hi van haver diversos alts i baixos, com quan van fer la portabilitat a Xbox del joc i això va provocar pèrdues financeres i va fer que el desenvolupament de la seqüela perdés el suport del distribuïdor Codemasters. L'estudi va començar a tenir problemes financers fins que el Cos de Marines dels Estats Units d'Amèrica va utilitzar l'estudi per a crear jocs de simulació que entrenessin els soldats. Una nova divisió dita Bohemia Interactive Simulations va ser creada, i més tard es va separar i es va convertir en una entitat empresarial autònoma. Després de la decisió de Codemasters de no donar suport a l'estudi, Bohemia Interactive va decidir desenvolupar un successor espiritual de Cold War Crisis dit ARMA: Armed Assault. Va ser un èxit crític i financer, i va generar diverses seqüeles. Projectes més humils com Take On Helicopters també van ser publicats.
El 2012 Dean Hall va produir un mod dit DayZ per a ARMA 2, cosa que va impulsar l'estudi a desenvolupar un joc autònom amb el mateix títol. El mateix any van arrestar dos empleats de Bohemia, que van ser acusats d'espionatge per Grècia i empresonats durant 129 dies. Aquest esdeveniment va reduir significativament la moral de l'equip i va obligar a canviar noms de localitzacions d'ARMA 3 per altres de ficticis. La companyia a hores d'ara està treballant en diversos nous projectes, inclosa la creació d'un joc de supervivència anomenat Vigor, preparant DayZ per a un eventual llançament definitiu i desenvolupant Ylands, un videojoc sandbox que era part de Bohemia Incubator (una plataforma de Bohemia Interactive per a llançar petits projectes experimentals).

## Videojocs
Bohemia Interactive s'especialitza en jocs de simulació amb especial atenció en el realisme. El primer joc que van crear va ser el joc de simulació militar Operation Flashpoint: Cold War Crisis, que va ser seguit per una expansió dita Operation Flashpoint: Resistance. Malgrat que Codemasters va desenvolupar dues seqüeles Operation Flashpoint, Operation Flashpoint: Dragon Rising i Operation Flashpoint: Red River, la sèrie es va posar en repòs quan Codemasters va anunciar els seus plans per a centrar-se en videojocs de curses. Mentrestant Bohemia va crear un successor espiritual del seu primer joc (Cold War Crisis) que es va dir ARMA: Armed Assault, el qual va tenir dues seqüeles, ARMA 2 i ARMA 3, ambdues rebent molt bones crítiques. El desenvolupador també va crear una altra franquícia de simulació anomenada Take On, que inclou Take On Helicopters, que permet als jugadors controlar un helicòpter, i Take On Mars, on els jugadors exploren el planeta Mart. Tot i això, els dos títols tenen un abast més reduït si es comparen amb la franquícia ARMA.
| Any  | Títol                                 | Sistema                                    |
| ---- | ------------------------------------- | ------------------------------------------ |
| 2001 | Operation Flashpoint: Cold War Crisis | Microsoft Windows, Linux                   |
| 2002 | Operation Flashpoint: Resistance      | Microsoft Windows                          |
| 2005 | Operation Flashpoint: Elite           | Xbox                                       |
| 2006 | ARMA: Armed Assault                   | Microsoft Windows                          |
| 2007 | ARMA: Queen's Gambit                  | Microsoft Windows                          |
| 2009 | ARMA 2                                | Microsoft Windows                          |
| 2010 | ARMA 2: Operation Arrowhead           | Microsoft Windows                          |
| 2011 | Take On Helicopters                   | Microsoft Windows                          |
| 2012 | Carrier Command: Gaea Mission         | Microsoft Windows, Xbox 360                |
| 2013 | ARMA Tactics                          | Microsoft Windows, Shield Portable         |
| 2013 | ARMA 3                                | Microsoft Windows                          |
| 2016 | ARMA Mobile Ops                       | iOS, Android                               |
| 2017 | Take On Mars                          | Microsoft Windows                          |
| 2017 | Mini DayZ                             | iOS, Android                               |
| 2017 | Argo                                  | Microsoft Windows                          |
| 2018 | DayZ                                  | Microsoft Windows, PlayStation 4, Xbox One |
| 2019 | Vigor                                 | Xbox One, Nintendo Switch                  |
| 2019 | Ylands                                | Microsoft Windows, PlayStation 4, Xbox One |